# Тяннапере
Тя́ннапере (ест. Tännapere küla) — село в Естонії, у міському самоврядуванні Пайде повіту Ярвамаа. Розташоване поблизу автошляху 15155 (Пеетрі — Роосна-Алліку). Населення — 9 осіб (на 31 грудня 2011 року).

## Історія
З 7 травня 1992 до 25 жовтня 2017 року село входило до складу волості Роосна-Алліку.

## Люди
В селі народився Вахер Герберт Йосепович (1928—2013) — естонський радянський боцман, Герой Соціалістичної Праці.